# Bevelandse Beek
De Bevelandse Beek is een riviertje in de omgeving van Heythuysen en Roggel (gemeente Leudal) in de Nederlandse provincie Limburg. Het gekanaliseerde riviertje heeft een lengte van circa 4,5 kilometer. 
De Bevelandse Beek ontspringt in een bronnenbosje ten noorden van de buurtschap Maxet bij Heythuysen en stroomt voornamelijk oostwaarts door een vochtig, bosrijk gebied dat de Bevelanden wordt genoemd. Ter hoogte van de buurtschap Aan het Broek vloeide ze in het verleden samen met de Leveroyse Beek, die nu via een gegraven aftakking noordelijk is omgelegd. Na het verlaten van de Bevelanden stroomt ze verder langs de buurtschappen Roligt en Eind. De beek verzorgt een deel van de afwatering van de landbouwgronden in de omgeving. Onderweg neemt de beek ook verschillende afwateringskanaaltjes in zich op. Vlak ten zuiden van Roggel, bij het betreden van het natuurgebied het Leudal, vloeit ze samen met de Roggelse Beek en heet vanaf hier de Zelsterbeek.